# حرائق غابات كولومبيا البريطانية 2018
حرائق غابات كولومبيا البريطانية 2018 بحلول نهاية يونيو 2018 كان هناك أكثر من 560 حريقًا هائلًا في كولومبيا البريطانية في كندا. تم اكتشاف حريق بحيرة كومستوك في 21 يونيو وكان سببه البرق. بحلول 6 يوليو نمت إلى 27.5 كيلومتر مربع (10.6 ميل مربع) ولم يتم احتواؤها بالكامل. في وقت من الأوقات كان أكثر من 200 فرد يقاتلون من أجل عمليات الإطفاء. نما حريق توغويل كريك بالقرب من سوك إلى 85 هكتارًا (210 فدانًا)، وتم احتواء 10٪ بحلول 4 يوليو. هدد الحريق ملايين نحل العسل في مزرعة توجويل كريك للعسل وميديري. تم الإبلاغ عن احتوائه بالكامل في 9 يوليو. حريق المجرفة الذي بدأ في 27 يوليو أحرق 86.397 هكتارًا (213.490 فدانًا)، وكان لا يزال نشطًا حتى 20 أغسطس. أضر الدخان الكثيف بجهود احتواء الحريق.
بلغ حريق من صنع الإنسان في بحيرات نانايمو تم اكتشافه في 1 يوليو 14.5 هكتارًا بحلول 4 يوليو. أدى ما مجموعه 2،115 حريقًا إلى حرق 1،351،314 هكتارًا (3،339،170 فدانًا) من الأراضي في عام 2018 اعتبارًا من 9 نوفمبر. اعتبارًا من 28 أغسطس وضعت التقديرات الأولية عام 2018 كأكبر منطقة حرق في موسم حرائق الغابات في كولومبيا البريطانية، متجاوزًا موسم حرائق الغابات التاريخي لعام 2017 (إجمالي 1،216،053 هكتارًا). يمثل إجمالي الأراضي المحروقة في عام 2018 حوالي 1.4٪ من إجمالي مساحة المحافظة.

## الدخان
تسببت حرائق الغابات في دخان كثيف يغطي معظم أنحاء كولومبيا البريطانية. وقد أثرت على السياحة وألغيت الرحلات الجوية. انتشر الدخان في جميع أنحاء كندا وحتى أيرلندا. في برينس جورج تسبب دخان كولومبيا البريطانية بوجود سماء برتقالية في الساعة 8:40 صباحًا، وتحول 9:10 صباحًا إلى منتصف الليل بسبب حرائق الغابات. ثم الساعة 3 مساءً في غراند براري ألبرتا، حيث تشكل عمود دخان كثيف الطبقات ناتج عن الحريق الذي تحول من النهار إلى ليل بعد ظهر ذلك اليوم في الموقع.